# José Soler y Aracil
José Soler y Aracil (Alacant, 1859 - València, abril de 1902) fou un aristòcrata i polític valencià, baró d'Ariza, diputat a les Corts Espanyoles durant la restauració borbònica.

## Biografia
Era fill de Francisco Soler Cortés, alcalde de Xixona i cacic del Partit Liberal Fusionista durant el sexenni democràtic, que també fou vicepresident de la Diputació d'Alacant.
Membre també del Partit Liberal Fusionista, fou candidat per Villena a les eleccions generals espanyoles de 1884, però no fou escollit. El 1887 es passà juntament amb el seu pare al Partit Conservador, del que en fou cap al districte de Villena de 1889 a 1892 i amb el que fou elegit diputat per Villena a les eleccions generals espanyoles de 1891.